# 博代尔卢龙
博代尔卢龙（法語：Bordères-Louron，法語發音：[bɔʁdɛʁ luʁɔ̃]）是法国上比利牛斯省的一个市镇，位于该省东部，属于巴涅尔德比戈尔区。

## 地理
博代尔卢龙（42°52'18"N, 0°23'43"E）面积17.41 平方千米，位于法国奧克西塔尼大區上比利牛斯省，该省份为法国西南部内陆省份，北至热尔省，西接大西洋比利牛斯省，南与西班牙接壤，东临上加龙省。
与博代尔卢龙接壤的市镇（或旧市镇、城区）包括：卡佐代巴、韦伊堡、阿瓦让、巴雷耶、卡佐-弗雷谢-阿内朗-卡莫尔、古奥、朗松、里镇。

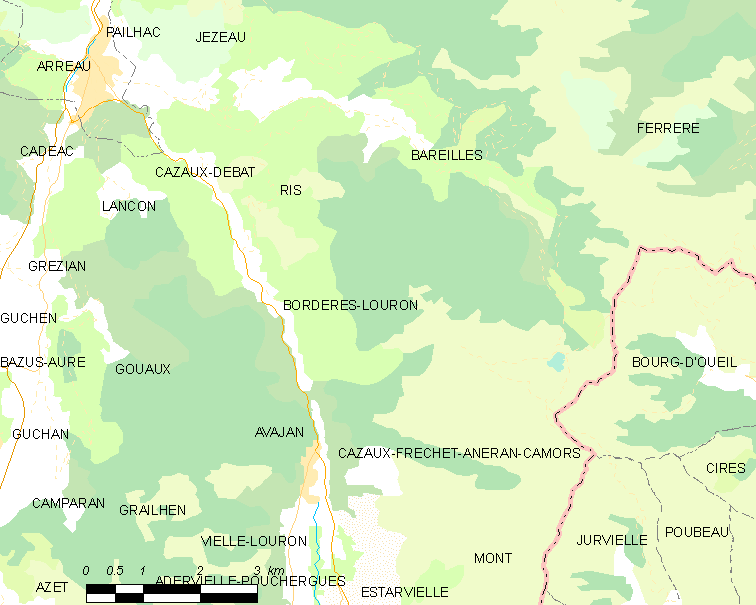
博代尔卢龙的OSM定位图

博代尔卢龙的时区为UTC+01:00、UTC+02:00（夏令时）。

## 行政
博代尔卢龙的邮政编码为65590，INSEE市镇编码为65099。

## 政治
博代尔卢龙所属的省级选区为内斯特-欧尔-卢龙县。

## 人口

1962-2008年间博代尔卢龙人口变化图示

博代尔卢龙于2022年1月1日时的人口数量为143人。